# Ebow (Rapperin)

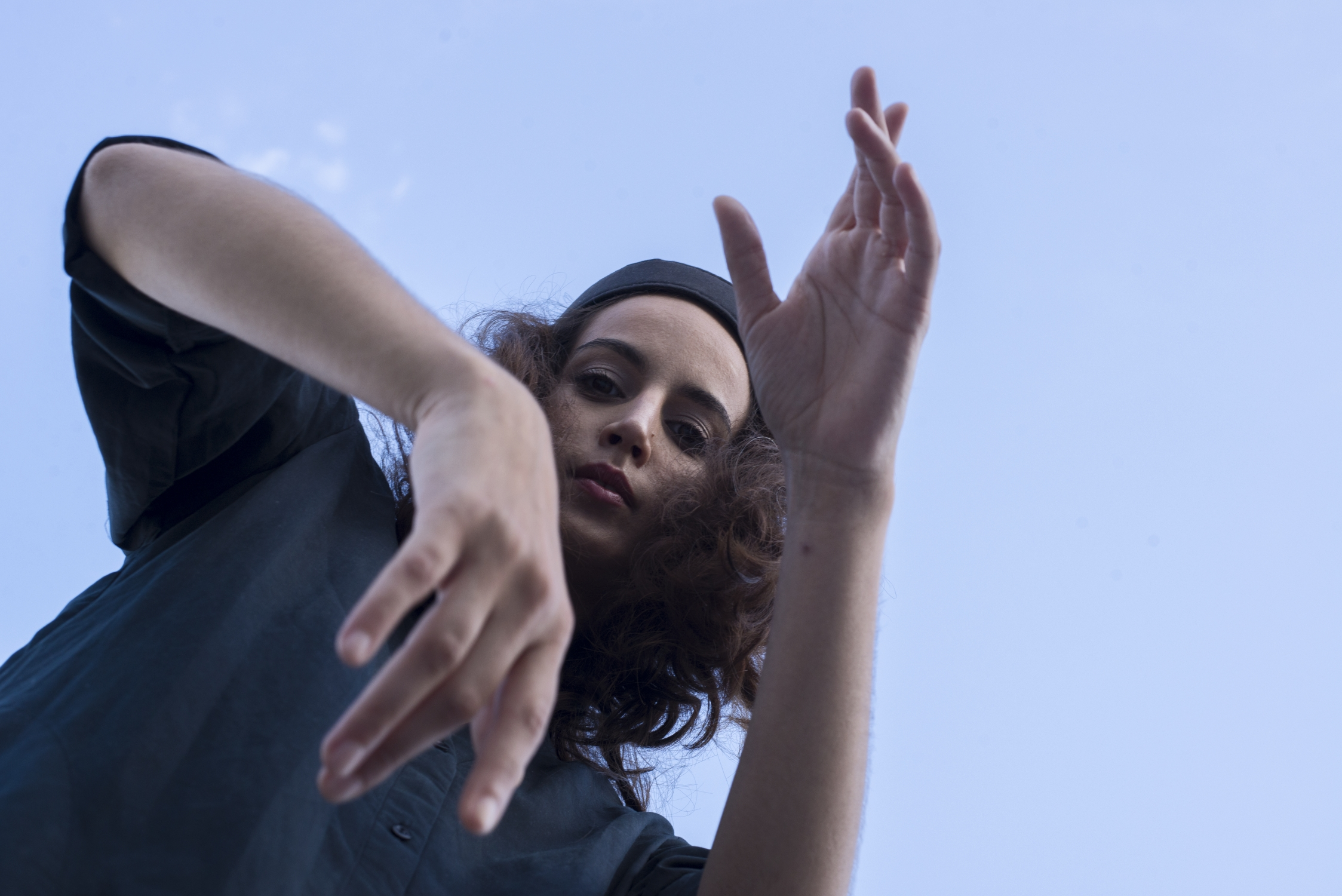
Ebow (2017)

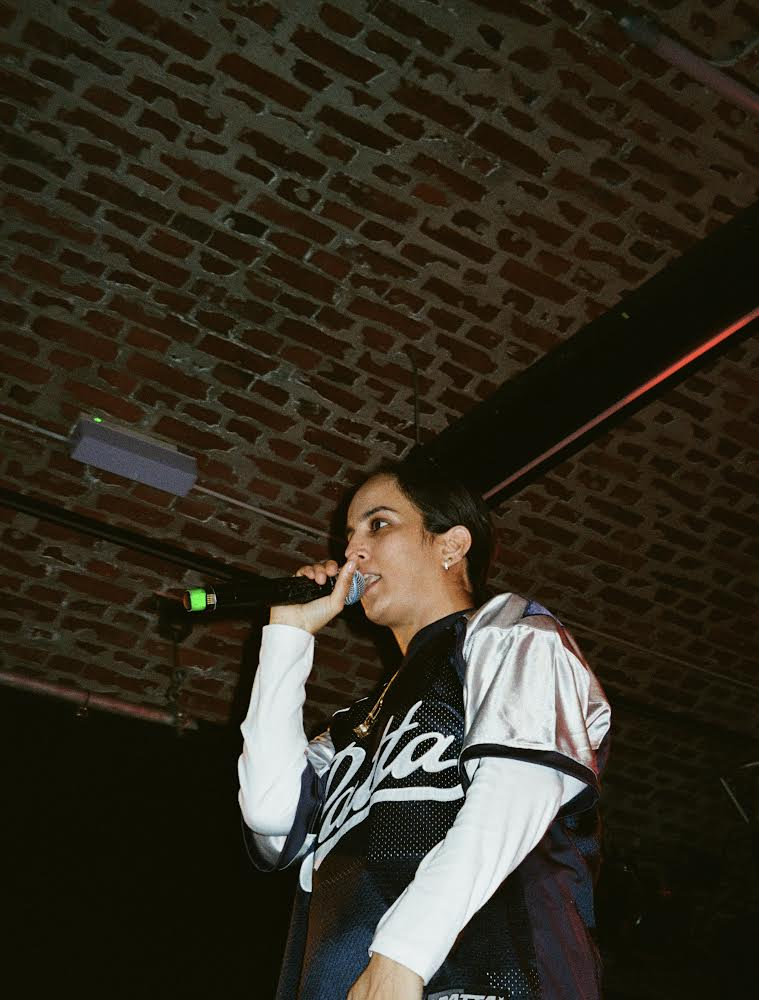
Ebow (2023)

Ebow (* 1990 in München als Ebru Düzgün) ist eine deutsche Rapperin, Künstlerin und Schauspielerin.

## Biographie
Ebows Großeltern kamen als Gastarbeiter nach Deutschland; ihre Mutter, die in der Türkei ein Gymnasium besucht hatte, folgte ihnen erst im Alter von 17 Jahren. Ebow wuchs in München-Westend bei ihrer Mutter und Großmutter auf. Wie ihre Eltern ist Ebow kurdische Alevitin. Ihre Mutter war im Vorsitz der alevitischen Gemeinde und politisch aktiv.
Ebow studierte Architektur, ihren Bachelor absolvierte sie an der Hochschule für angewandte Wissenschaften München und zog 2015 nach Wien, wo sie an der TU Wien den Master machte.
Ebow lebt in Wien und Berlin.

## Werk
Ebows Lieder und ihr Rap- und Singstil ist von Vielseitigkeit geprägt. In ihren Texten verarbeitet Ebow zahlreiche Themen wie u. a. Liebe, Trauer, Empowerment, Wut, Diskriminierung und Identitätsfragen, die die Bereiche sowohl der Gesellschafts- und Kapitalismuskritik, des Queerfeminismus, des Anti-Rassismus, der Freiheit und Emanzipation als auch der Migration und des Alltagsrassismus in Deutschland aufgreifen und thematisieren. Musikalisch ist Ebow von amerikanischen Hip-Hop und RnB der 1990er- und 2000er-Jahre beeinflusst.

### Musikalisches Schaffen
Ebow rappte zunächst im Münchener Bahnhofsviertel, in Waschsalons, Supermärkten und der Straßenbahn, bevor sie auf Bühnen auftrat und an Festivals teilnahm, wie 2011 dem on3-Festival des Bayerischen Rundfunks, 2012 dem Sound-of-Munich-Now-Festival oder 2014 dem Schamrock-Festival der Dichterinnen. Ihr Debütalbum mit dem Titel Ebow erschien am 22. November 2013 bei dem Indie-Label Disko B.
In der Musiksendung Heimatsound des Bayerischen Fernsehens im April 2015 trat sie mit den Songs Paradise und Vay auf.
2016 schlossen sich Ebow, die Musikerin und Produzentin Nalan und der Produzent Walter p99 arke$tra zusammen und firmierten das Trio Gaddafi Gals. In diesem Kontext verwendete Ebow anfangs den Künstlernamen Blaqtea.
Auf dem am 24. September 2021 erschienenen Ärzte-Album Dunkel hatte Ebow einen Gastpart beim Lied Kerngeschäft.
Am 18. März 2022 erschien ihr viertes Album Canê auf ihrem eigenen Musiklabel Alvozay. Ihr fünftes Album FC Chaya erschien am 27. September 2024.

### Kollaborationen: Film und Musik
2010 schrieb und sang sie die Titelmelodie Ich habe Wanderlust zur Filmdokumentation Töchter des Aufbruchs der Münchener Regisseurin Uli Bez, in der Migrantinnen ihre Lebenswege in Deutschland erzählen, darunter auch Ebow und ihre Mutter. Der Film wurde im Kino aufgeführt und unter anderem in der CinéMayence im Institut Français, auf der Griechischen Filmwoche sowie im Rahmen des Frauenfilmfestes Bimovie 2012 in München gezeigt.
Mit dem selbstproduzierten halbstündigen Video-Mixtape Habibi’s Liebe und Kriege (2012) kreierte Ebow eine von orientalischen Klängen beeinflusste Stilrichtung, gemixt mit Elektro, die sie als „alternativen Hip-Hop“ bezeichnet. Erstmals verpackte sie darin soziale Realität in angriffslustige Texte, die von Geschlechterrollen in der türkischen Gemeinschaft, falschem Patriotismus bis zu den deutschen Waffenexporten reichen. Ihr Song Waffenhymne sei laut Taz als Antwort auf M.I.A.s Paper Planes zu lesen.
Das Musikmagazin Startrampe des BR stellte Ebow unter den neuen Bands der Staffel 9 vor und produzierte ihr Musikvideo Oriental Dollar. Darin beschreibt sie „das Gefühl, das sie beschleicht, wenn sie den ‚verschleierten Frauen‘ aus den Emiraten in München beim Shoppen zusieht“.
2014 veröffentlichte sie mit dem Filmemacher und Musiker Mirza Odabaşı die Single Paramide, deren Erlöse an Bedürftige in Kobanê gingen. Sie war ebenfalls an seinem 2015 erschienenen Dokumentarfilm Leiden-schafft beteiligt, in dem auch andere bekannte Künstler wie Chefket, Marteria und Eko Fresh vertreten sind.
Im viel beachteten Dokumentarfilm Aşk, Mark ve Ölüm – Liebe, D-Mark und Tod von Cem Kaya, welcher 2022 in die Programmkinos kam, ist Ebow ebenfalls mit ihrem Musikvideo „Kanak for Life (K4L)“ vertreten. 2021 performte Ebow diesen Song in einer Klassikversion im Rahmen der Radioreihe Machiavelli Sessions von WDR Cosmo gemeinsam mit dem WDR Funkhausorchester.

### Schauspielerisches Schaffen
Als Schauspielerin trat Ebow erstmals in einer Hauptrolle der von Helene Hegemann verantworteten Folge Subotnik in der RTL-Serie Strafe auf. Dafür wurde sie 2023 mit dem Bunte New Faces Award ausgezeichnet und als Nachwuchsschauspielerin für den deutschen Schauspielpreis 2023 nominiert.

## Auszeichnungen
- 2019: Förderpreis der Stadt München[30]
- 2020: VIA - VUT Indie Award, Kategorie: Bester Act[33]
- 2021: Nominierung, GEMA Musikautor*innenpreis, Kategorie: Text Hip Hop[34]
- 2023: Keychange Award[35]
- 2023: Stipendiatin der Künstlerresidenz Villa Aurora in Pacific Palisades bei Los Angeles[36]
- 2023: Bunte New Faces Award, Kategorie: Distruptive Mind by glo, als Schauspielerin in der RTL-Serie Strafe[31]
- 2023: Nominierung, Deutschen Schauspielpreis 2023, Kategorie: Nachwuchs, als Schauspielerin in der RTL-Serie Strafe[37]
- 2024: Stipendiatin der Kulturakademie Tarabya in Istanbul[38]

## Diskografie

### Studioalben
| Jahr | Titel Musiklabel               | Anmerkungen                              |
| ---- | ------------------------------ | ---------------------------------------- |
| 2013 | Ebow Disko B                   | Erstveröffentlichung: 22. November 2013  |
| 2017 | Komplexität Problembär Records | Erstveröffentlichung: 17. November 2017  |
| 2019 | K4L Problembär Records         | Erstveröffentlichung: 29. März 2019      |
| 2022 | Canê Alvozay                   | Erstveröffentlichung: 18. März 2022      |
| 2024 | FC Chaya Garip Werkstätten     | Erstveröffentlichung: 28. September 2024 |

### EPs
| Jahr | Titel Musiklabel | Anmerkungen                          |
| ---- | ---------------- | ------------------------------------ |
| 2019 | Ebow 400 Alvozay | Erstveröffentlichung: 1. August 2019 |

### Singles
| Jahr | Titel Album                    | Anmerkungen                             |
| ---- | ------------------------------ | --------------------------------------- |
| 2014 | Eis auf den Asphalt –          | Erstveröffentlichung: 8. August 2024    |
| 2017 | Asyl / Ghetto Rave Komplexität | Erstveröffentlichung: 10. Februar 2017  |
| 2020 | Feuerzeug –                    | Erstveröffentlichung: 12. Juni 2020     |
| 2020 | Friends –                      | Erstveröffentlichung: 30. Juli 2020     |
| 2021 | QUEER AF II –                  | Erstveröffentlichung: 14. Februar 2021  |
| 2021 | ARABA Canê                     | Erstveröffentlichung: 10. Dezember 2021 |
| 2022 | Trouble Canê                   | Erstveröffentlichung: 28. Januar 2022   |
| 2024 | Free. FC Chaya                 | Erstveröffentlichung: 3. Mai 2024       |
| 2024 | Lesbisch FC Chaya              | Erstveröffentlichung: 31. Mai 2024      |
| 2024 | Big Simpin FC Chaya            | Erstveröffentlichung: 5. Juli 2024      |
| 2024 | Lightspeed FC Chaya            | Erstveröffentlichung: 9. August 2024    |
| 2025 | Müde –                         | Erstveröffentlichung: 8. Februar 2025   |